# Abelia
Abelia (Abelia) er en planteslægt, der er udbredt med ca. 30 arter i Østasien og Nordamerika. Det er stedsegrønne eller løvfældende buske med modsatte blade og endestillede, klokkeformede blomster. Her nævnes kun den hybrid, der dyrkes (med nød og næppe) i Danmark.
| Hybrider |

- Abelia x grandiflora